# Дискография синглов Селин Дион
Дискография Селин Дион включает в себя 137 синглов. В возрасте 12 лет Дион вместе со своей матерью и братом Жаком написала свою первую песню, «Ce n’était qu'un rêve», которая стала её дебютным синглом, выпущенным в 1981 году. В 1983 году вышла песня «D’amour ou d’amitié», которая сделала Дион первым канадским артистом, чей сингл достиг золотого статуса во Франции. Дальнейший успех в Европе связан с победой в конкурсе Евровидение 1988 с песней «Ne partez pas sans moi», которую она исполняла, представляя Швейцарию. Первый международный успех пришёл с выходом дебютного англоязычного альбома Дион Unison, впервые представившего её американской публике. Наибольшей популярности добился сингл «Where Does My Heart Beat Now», который добрался до 4-й позиции американского чарта Billboard Hot 100 и до 6-й позиции чарта Канады. В 1991 году совместно с Пибо Брайсоном она записала песню-сингл к мультфильму Красавица и Чудовище,  «Beauty and the Beast», которая ещё больше укрепила успех Дион в США, попав в топ-10 Billboard Hot 100, а также получив Премию «Оскар» за лучшую песню к фильму и Премию «Грэмми» за лучшее вокальное поп-исполнение дуэтом или группой.
В 1993 году увидел свет её третий англоязычный альбом The Colour of My Love, который стал её крупнейшим коммерческим успехом на тот момент. Песня «The Power of Love» стала первой в карьере Дион, достигшей 1-й позиции в США и Австралии. В Великобритании популярность также получила песня «Think Twice», которая возглавила чарт на 7 недель и стала 4-м синглом артиста-женщины, преодолевшим рубеж в миллион проданных экземпляров. Несмотря на успехи в англоязычном творчестве, певица продолжает записывать песни на своём родном французском языке. В 1995 году вышел первый за четыре года франкоязычный альбом Дион D’eux. Сингл «Pour que tu m’aimes encore» взобрался на вершину французского чарта, продержавшись на лидирующей позиции в течение 12 недель, и разошёлся тиражом в 955 000 экземпляров в одной лишь Франции. Песня возглавила чарты во франкоговорящих регионах, а также вошла в топ-10 в Нидерландах, Швеции, Ирландии и Великобритании. В том же году сингл «To Love You More» был выпущен в Японии, где он достиг 1-й позиции в чарте Oricon и был продан в количестве более 1 млн экземпляров. Как результат, она стала первым артистом неяпонского происхождения за 12 лет, чья песня поднялась на вершину чарта синглов Японии.
Вышедший в 1996 году 4-й англоязычный альбом Дион, Falling into You, вернул её на вершину американского Billboard Hot 100 с синглом «Because You Loved Me», а также включал такие успешные синглы, как «It’s All Coming Back to Me Now» и «All by Myself», попавшие в топ-5 чарта США. В конце 1997 года вышла песня, которой была уготовлена участь стать самым большим успехом Дион, баллада с классическими влияниями «My Heart Will Go On», которая была написана композитором Джеймсом Хорнером для саундтрека к фильму Титаник. Песня возглавила чарты по всему миру и стала «визитной карточкой» Дион, а также была удостоена множества наград, включая Премию «Оскар» за лучшую песню к фильму, а также Премию «Грэмми» за лучшее женское вокальное поп-исполнение и Премию «Грэмми» за лучшую запись года. После того, как в Великобритании было продано 1,48 млн экземпляров «My Heart Will Go On» и 1,30 млн экземпляров «Think Twice», Дион стала единственной певицей, обладающей двумя синглами, проданными миллионным тиражом в этой стране. К тому же, она является одной из наиболее коммерчески успешных певиц в Великобритании.
В 1998 году вышла песня «I’m Your Angel», записанная в дуэте с Ар Келли, ставшая в результате четвёртым хитом №1 Дион в США и вторым после «My Heart Will Go On» дебютом на первой строчке чарта. Следующим успехом в Billboard Hot 100 стал сингл «That’s the Way It Is», выпущенный в 1999 году и достигший 6-й позиции. После двухлетнего перерыва Дион выпустила альбом A New Day Has Come в марте 2002 года. Первым синглом стал заглавный трек, поднявшийся на 22-ю строчку Billboard Hot 100 и возглавивший чарт Billboard Hot Adult Contemporary Tracks на 21 неделю, в результате чего Дион удалось превзойти свой собственный рекорд в 19 недель на вершине чарта с синглом «Because You Loved Me». К 2006 году синглы Дион провели в общей сложности 87 недель на вершине чарта Hot Adult Contemporary Tracks, что больше, чем у любого другого артиста, кроме того она является артистом с самым большим количеством хитов №1 (11) в этом чарте. В 2007 году с выходом сингла «Taking Chances» она стала обладателем наибольшего количества синглов (21 на протяжении двух предыдущих десятилетий), вошедших в топ-10 чарта Hot Adult Contemporary Tracks.

## Как основной исполнитель

### 1980-е годы
| «Ce n’était qu'un rêve»                                                        | 1981 | 8  | — | —  | —  | —  | —  |                               | La voix du bon Dieu          |
| «La voix du bon Dieu»                                                          | 1981 | 11 | — | —  | —  | —  | —  |                               | La voix du bon Dieu          |
| «L’amour viendra»                                                              | 1982 | —  | — | —  | —  | —  | —  |                               | La voix du bon Dieu          |
| «Tellement j’ai d'amour pour toi»                                              | 1982 | 3  | — | —  | —  | —  | —  |                               | Tellement j’ai d’amour…      |
| «D’amour ou d’amitié»                                                          | 1982 | 1  | — | —  | —  | 5  | —  | - MC: Золотой - SNEP: Золотой | Tellement j’ai d’amour…      |
| «Mon ami m’a quittée»                                                          | 1983 | 1  | — | —  | —  | —  | —  |                               | Les chemins de ma maison     |
| «Un enfant»                                                                    | 1983 | —  | — | —  | —  | —  | —  |                               | Chants et contes de Noël     |
| «Ne me plaignez pas»                                                           | 1984 | 11 | — | —  | —  | —  | —  |                               | Les chemins de ma maison     |
| «Une colombe»                                                                  | 1984 | 2  | — | —  | —  | —  | —  | - MC: Золотой                 | Mélanie                      |
| «Mon rêve de toujours»                                                         | 1984 | 4  | — | —  | —  | —  | —  |                               | Mélanie                      |
| «Un amour pour moi»                                                            | 1984 | 12 | — | —  | —  | —  | —  |                               | Mélanie                      |
| «C’est pour toi»                                                               | 1985 | 3  | — | —  | —  | —  | —  |                               | C’est pour toi               |
| «C’est pour vivre»                                                             | 1985 | —  | — | —  | —  | —  | —  |                               | C’est pour toi               |
| «Dans la main d’un magicien»                                                   | 1985 | —  | — | —  | —  | —  | —  |                               | Opération beurre de pinottes |
| «La ballade de Michel»                                                         | 1985 | —  | — | —  | —  | —  | —  |                               | Opération beurre de pinottes |
| «Billy»                                                                        | 1986 | —  | — | —  | —  | —  | —  |                               | Без альбома                  |
| «L’univers a besoin d’amour»                                                   | 1986 | —  | — | —  | —  | —  | —  |                               | Без альбома                  |
| «Fais ce que tu voudras»                                                       | 1986 | 36 | — | —  | —  | —  | —  |                               | Les chansons en or           |
| «Je ne veux pas»                                                               | 1987 | —  | — | —  | —  | —  | —  |                               | Без альбома                  |
| «On traverse un miroir»                                                        | 1987 | 2  | — | —  | —  | —  | —  |                               | Incognito                    |
| «Incognito»                                                                    | 1987 | 1  | — | —  | —  | —  | —  |                               | Incognito                    |
| «Lolita (trop jeune pour aimer)»                                               | 1987 | 1  | — | —  | —  | —  | —  |                               | Incognito                    |
| «Comme un cœur froid»                                                          | 1988 | 1  | — | —  | —  | —  | —  |                               | Incognito                    |
| «La religieuse»                                                                | 1988 | —  | — | —  | —  | —  | —  |                               | Без альбома                  |
| «Ne partez pas sans moi»                                                       | 1988 | 10 | 1 | 49 | 42 | 36 | 11 |                               | The Best of Celine Dion      |
| «Délivre-moi»                                                                  | 1988 | 4  | — | —  | —  | —  | —  |                               | Incognito                    |
| «Jours de fièvre»                                                              | 1988 | —  | — | —  | —  | —  |    |                               | Incognito                    |
| «D’abord, c’est quoi l’amour?»                                                 | 1988 | 1  | — | —  | —  | —  | —  |                               | Incognito                    |
| Знак «—» означает, что релиз не вошёл в чарт или не был издан в данной стране. |      |    |   |    |    |    |    |                               |                              |

### 1990-е годы
| Заголовок                                                                      | Год  | Высшие позиции в чартах | Высшие позиции в чартах | Высшие позиции в чартах | Высшие позиции в чартах | Высшие позиции в чартах | Высшие позиции в чартах | Высшие позиции в чартах | Высшие позиции в чартах | Высшие позиции в чартах | Высшие позиции в чартах | Сертификации | Альбом                                                   |
| Заголовок                                                                      | Год  | КАН                     | АВС                     | БЕЛ В                   | БЕЛ Ф                   | ВЕЛ                     | ГЕР                     | НИД                     | СОЕ                     | ФРА                     | ШВА                     | Сертификации | Альбом                                                   |
| ------------------------------------------------------------------------------ | ---- | ----------------------- | ----------------------- | ----------------------- | ----------------------- | ----------------------- | ----------------------- | ----------------------- | ----------------------- | ----------------------- | ----------------------- | --- | -------------------------------------------------------- |
| «(If There Was) Any Other Way»                                                 | 1990 | 23                      | —                       | —                       | —                       | —                       | —                       | —                       | 35                      | —                       | —                       | | Unison                                                   |
| «Unison»                                                                       | 1990 | 38                      | —                       | —                       | —                       | —                       | —                       | —                       | —                       | —                       | —                       | | Unison                                                   |
| «Where Does My Heart Beat Now»                                                 | 1990 | 6                       | 62                      | —                       | 23                      | 72                      | —                       | 24                      | 4                       | 20                      | —                       | | Unison                                                   |
| «The Last to Know»                                                             | 1991 | 16                      | —                       | —                       | —                       | —                       | —                       | —                       | —                       | —                       | —                       | | Unison                                                   |
| «Beauty and the Beast» (дуэт с Пибо Брайсоном)                                 | 1991 | 2                       | 17                      | —                       | 36                      | 9                       | —                       | 18                      | 9                       | —                       | —                       | - BPI: Серебряный - RIAA: Золотой | Beauty and the Beast: Original Motion Picture Soundtrack |
| «Je danse dans ma tête»                                                        | 1992 | —                       | —                       | —                       | —                       | —                       | —                       | —                       | —                       | —                       | —                       | | Dion chante Plamondon                                    |
| «If You Asked Me To»                                                           | 1992 | 1                       | 52                      | —                       | —                       | 57                      | —                       | 27                      | 4                       | —                       | —                       | | Celine Dion                                              |
| «Nothing Broken But My Heart»                                                  | 1992 | 3                       | —                       | —                       | —                       | —                       | —                       | —                       | 29                      | —                       | —                       | | Celine Dion                                              |
| «Love Can Move Mountains»                                                      | 1992 | 2                       | 54                      | —                       | —                       | 46                      | 61                      | —                       | 36                      | —                       | —                       | | Celine Dion                                              |
| «Water from the Moon»                                                          | 1993 | 7                       | —                       | —                       | —                       | —                       | —                       | —                       | —                       | —                       | —                       | | Celine Dion                                              |
| «Un garçon pas comme les autres (Ziggy)»                                       | 1993 | —                       | —                       | —                       | —                       | —                       | —                       | —                       | —                       | 2                       | —                       | - SNEP: Золотой | Dion chante Plamondon                                    |
| «When I Fall in Love» (дуэт с Клайвом Гриффином)                               | 1993 | 21                      | 93                      | —                       | —                       | —                       | —                       | 37                      | 23                      | —                       | —                       | | Sleepless in Seattle                                     |
| «The Power of Love»                                                            | 1993 | 1                       | 1                       | —                       | 5                       | 4                       | 57                      | 18                      | 1                       | 3                       | —                       | - ARIA: Платиновый - BPI: Золотой - RIAA: Платиновый - SNEP: Серебряный                                                                                     | The Colour of My Love                                    |
| «L’amour existe encore»                                                        | 1994 | —                       | —                       | —                       | —                       | —                       | —                       | —                       | —                       | 31                      | —                       | | Dion chante Plamondon                                    |
| «Misled»                                                                       | 1994 | 4                       | 55                      | —                       | —                       | 15                      | 83                      | —                       | 23                      | —                       | —                       | | The Colour of My Love                                    |
| «Think Twice»                                                                  | 1994 | 13                      | 2                       | 10                      | 1                       | 1                       | 19                      | 1                       | 95                      | —                       | 6                       | - ARIA: Платиновый - BEA: Золотой - BPI: Платиновый | The Colour of My Love                                    |
| «Only One Road»                                                                | 1994 | 15                      | 23                      | 19                      | 17                      | 8                       | —                       | 40                      | 93                      | —                       | —                       | | The Colour of My Love                                    |
| «Calling You (live)»                                                           | 1994 | —                       | —                       | —                       | —                       | —                       | —                       | —                       | —                       | 75                      | —                       | | À l’Olympia                                              |
| «Pour que tu m’aimes encore»                                                   | 1995 | —                       | —                       | 1                       | 2                       | 7                       | 39                      | 3                       | —                       | 1                       | 17                      | - BEA: Платиновый - SNEP: Платиновый | D'eux                                                    |
| «Je sais pas»                                                                  | 1995 | —                       | —                       | 1                       | 39                      | —                       | —                       | 34                      | —                       | 1                       | —                       | - BEA: Золотой - SNEP: Серебряный | D'eux                                                    |
| «Next Plane Out»                                                               | 1995 | —                       | 61                      | —                       | —                       | —                       | —                       | —                       | —                       | —                       | —                       | | The Colour of My Love                                    |
| «To Love You More»                                                             | 1995 | 9                       | —                       | —                       | —                       | —                       | —                       | —                       | —                       | —                       | —                       | | The Colour of My Love                                    |
| «Falling into You»                                                             | 1996 | —                       | 12                      | 11                      | 20                      | 10                      | 71                      | 18                      | —                       | 11                      | 19                      | - BPI: Серебряный | Falling into You                                         |
| «Because You Loved Me»                                                         | 1996 | 1                       | 1                       | 12                      | 5                       | 5                       | 13                      | 4                       | 1                       | 19                      | 3                       | - ARIA: 2× Платиновый - BPI: Платиновый - BVMI: Золотой - RIAA: 2× Платиновый                                                                               | Falling into You                                         |
| «It’s All Coming Back to Me Now»                                               | 1996 | 1                       | 8                       | 10                      | 1                       | 3                       | 62                      | 4                       | 2                       | 13                      | —                       | - ARIA: Золотой - BEA: Золотой - BPI: Платиновый - RIAA: 2× Платиновый                                                                                      | Falling into You                                         |
| «The Power of the Dream»                                                       | 1996 | —                       | —                       | —                       | —                       | —                       | —                       | —                       | —                       | —                       | —                       | | Falling into You                                         |
| «All by Myself»                                                                | 1996 | 7                       | 38                      | 7                       | 14                      | 6                       | 55                      | 20                      | 4                       | 5                       | 36                      | - BPI: Золотой - RIAA: Золотой - SNEP: Серебряный | Falling into You                                         |
| «Je sais pas» (live)                                                           | 1997 | —                       | —                       | —                       | —                       | —                       | —                       | 78                      | —                       | —                       | —                       | | Live à Paris                                             |
| «Call the Man»                                                                 | 1997 | —                       | —                       | 26                      | 45                      | 11                      | —                       | 69                      | —                       | —                       | —                       | | Falling into You                                         |
| «J’attendais»                                                                  | 1997 | —                       | —                       | 22                      | 88                      | —                       | —                       | —                       | —                       | 46                      | —                       | | Live à Paris                                             |
| «Tell Him» (дуэт с Барброй Стрейзанд)                                          | 1997 | 12                      | 9                       | 3                       | 3                       | 3                       | 25                      | 1                       | —                       | 4                       | 4                       | - ARIA: Платиновый - BEA: Платиновый - BPI: Золотой - SNEP: Золотой - IFPI SWI: Золотой                                                                     | Let’s Talk About Love                                    |
| «Be the Man»                                                                   | 1997 | —                       | —                       | —                       | —                       | —                       | —                       | —                       | —                       | —                       | —                       | | Let’s Talk About Love                                    |
| «The Reason»                                                                   | 1997 | —                       | —                       | 59                      | 78                      | 11                      | —                       | —                       | —                       | —                       | —                       | | Let’s Talk About Love                                    |
| «My Heart Will Go On»                                                          | 1997 | 1                       | 1                       | 1                       | 1                       | 1                       | 1                       | 1                       | 1                       | 1                       | 1                       | - ARIA: 2× Платиновый - BEA: 3× Платиновый - BPI: 3× Платиновый - BVMI: 4× Платиновый - RIAA: 4× Платиновый - SNEP: Бриллиантовый - IFPI SWI: 2× Платиновый | Let’s Talk About Love                                    |
| «Immortality» (совместно с Bee Gees)                                           | 1998 | 28                      | 38                      | 15                      | 48                      | 5                       | 2                       | —                       | —                       | 15                      | 8                       | - BPI: Серебряный - BVMI: Платиновый - SNEP: Серебряный | Let’s Talk About Love                                    |
| «Zora sourit»                                                                  | 1998 | —                       | —                       | 12                      | 48                      | —                       | —                       | 67                      | —                       | 20                      | 25                      | - BEA: Золотой - SNEP: Серебряный | S’il suffisait d’aimer                                   |
| «I’m Your Angel» (дуэт с R. Kelly)                                             | 1998 | 37                      | 31                      | 33                      | 26                      | 3                       | 14                      | 8                       | 1                       | 97                      | 7                       | - ARIA: Золотой - BPI: Серебряный - RIAA: Платиновый | These Are Special Times                                  |
| «S’il suffisait d’aimer»                                                       | 1998 | —                       | —                       | 6                       | 72                      | —                       | —                       | —                       | —                       | 4                       | —                       | - BEA: Золотой - SNEP: Золотой | S'il suffisait d'aimer                                   |
| «On ne change pas»                                                             | 1999 | —                       | —                       | 16                      | —                       | —                       | —                       | —                       | —                       | 17                      | —                       | | S'il suffisait d'aimer                                   |
| «Treat Her Like a Lady» (совместно с Дайаной Кинг)                             | 1999 | —                       | —                       | 70                      | 78                      | 29                      | 64                      | 62                      | —                       | —                       | —                       | | Let's Talk About Love                                    |
| «That’s the Way It Is»                                                         | 1999 | 13                      | 14                      | 7                       | 17                      | 12                      | 8                       | 7                       | 6                       | 6                       | 5                       | - ARIA: Золотой - BEA: Золотой - BPI: Серебряный - BVMI: Золотой - SNEP: Серебряный                                                                         | All the Way… A Decade of Song                            |
| Знак «—» означает, что релиз не вошёл в чарт или не был издан в данной стране. |      |                         |                         |                         |                         |                         |                         |                         |                         |                         |                         | | All the Way… A Decade of Song                            |

### 2000-е годы
| Заголовок                                                                      | Год  | Высшие позиции в чартах | Высшие позиции в чартах | Высшие позиции в чартах | Высшие позиции в чартах | Высшие позиции в чартах | Высшие позиции в чартах | Высшие позиции в чартах | Высшие позиции в чартах | Высшие позиции в чартах | Высшие позиции в чартах | Сертификации                                                     | Альбом                        |
| Заголовок                                                                      | Год  | КАН                     | АВС                     | БЕЛ В                   | БЕЛ Ф                   | ВЕЛ                     | ГЕР                     | НИД                     | СОЕ                     | ФРА                     | ШВА                     | Сертификации                                                     | Альбом                        |
| ------------------------------------------------------------------------------ | ---- | ----------------------- | ----------------------- | ----------------------- | ----------------------- | ----------------------- | ----------------------- | ----------------------- | ----------------------- | ----------------------- | ----------------------- | ---------------------------------------------------------------- | ----------------------------- |
| «Live (for the One I Love)»                                                    | 2000 | 23                      | —                       | 47                      | 95                      | —                       | —                       | 89                      | —                       | 63                      | 82                      |                                                                  | All the Way… A Decade of Song |
| «The First Time Ever I Saw Your Face»                                          | 2000 | —                       | —                       | —                       | —                       | 19                      | —                       | —                       | —                       | —                       | —                       |                                                                  | All the Way… A Decade of Song |
| «I Want You to Need Me»                                                        | 2000 | 1                       | —                       | 73                      | 75                      | —                       | —                       | 49                      | —                       | —                       | 40                      |                                                                  | All the Way… A Decade of Song |
| «A New Day Has Come»                                                           | 2002 | 2                       | 19                      | 13                      | 14                      | 7                       | 6                       | 19                      | 22                      | 23                      | 2                       | - ARIA: Золотой - BPI: Серебряный - RIAA: Золотой                | A New Day Has Come            |
| «I’m Alive»                                                                    | 2002 | 21                      | 30                      | 2                       | 2                       | 17                      | 4                       | 23                      | —                       | 7                       | 7                       | - BEA: Платиновый - BPI: Золотой - BVMI: Золотой - SNEP: Золотой | A New Day Has Come            |
| «Goodbye’s (The Saddest Word)»                                                 | 2002 | 67                      | —                       | 36                      | 39                      | 38                      | 56                      | 37                      | —                       | —                       | 35                      |                                                                  | A New Day Has Come            |
| «I Drove All Night»                                                            | 2003 | 1                       | 22                      | 18                      | 1                       | 27                      | 22                      | 24                      | 45                      | 22                      | 11                      | - ARIA: Золотой - BEA: Золотой                                   | One Heart                     |
| «Have You Ever Been in Love»                                                   | 2003 | —                       | —                       | —                       | —                       | —                       | —                       | —                       | —                       | —                       | —                       |                                                                  | One Heart                     |
| «One Heart»                                                                    | 2003 | 59                      | 75                      | 51                      | 37                      | 27                      | 56                      | 78                      | —                       | 63                      | 36                      |                                                                  | One Heart                     |
| «Tout l’or des hommes»                                                         | 2003 | 2                       | —                       | 5                       | 29                      | —                       | 77                      | 100                     | —                       | 3                       | 10                      | - SNEP: Золотой                                                  | 1 fille & 4 types             |
| «Et je t’aime encore»                                                          | 2004 | —                       | —                       | 14                      | —                       | —                       | —                       | —                       | —                       | 16                      | 31                      |                                                                  | 1 fille & 4 types             |
| «Je ne vous oublie pas»                                                        | 2005 | —                       | —                       | 4                       | —                       | —                       | —                       | —                       | —                       | 2                       | 21                      | - SNEP: Золотой                                                  | On ne change pas              |
| «Tous les secrets»                                                             | 2006 | —                       | —                       | 33                      | —                       | —                       | —                       | —                       | —                       | 20                      | 75                      |                                                                  | On ne change pas              |
| «I Believe in You» (совместно с Il Divo)                                       | 2006 | —                       | —                       | —                       | —                       | —                       | —                       | —                       | —                       | 30                      | 35                      |                                                                  | On ne change pas              |
| «Et s’il n’en restait qu’une (je serais celle-là)»                             | 2007 | —                       | —                       | 4                       | —                       | —                       | —                       | —                       | —                       | 1                       | 34                      |                                                                  | D’elles                       |
| «Immensité»                                                                    | 2007 | —                       | —                       | —                       | —                       | —                       | —                       | —                       | —                       | —                       | —                       |                                                                  | D’elles                       |
| «Taking Chances»                                                               | 2007 | 9                       | 60                      | 29                      | —                       | 40                      | 25                      | 100                     | 54                      | 7                       | 5                       | - MC: Золотой                                                    | Taking Chances                |
| «Eyes on Me»                                                                   | 2008 | —                       | —                       | —                       | —                       | 113                     | —                       | —                       | —                       | —                       | —                       |                                                                  | Taking Chances                |
| «A World to Believe In» (дуэт с Юной Ито)                                      | 2008 | —                       | —                       | —                       | —                       | —                       | —                       | —                       | —                       | —                       | —                       |                                                                  | Taking Chances                |
| «The Prayer (live)» (дуэт с Джошем Гробаном)                                   | 2008 | 37                      | —                       | —                       | —                       | —                       | —                       | —                       | 70                      | —                       | —                       |                                                                  | Без альбома                   |
| «Alone»                                                                        | 2008 | 57                      | —                       | —                       | —                       | 85                      | —                       | —                       | —                       | —                       | —                       |                                                                  | Taking Chances                |
| «My Love»                                                                      | 2008 | 67                      | —                       | —                       | —                       | 129                     | —                       | —                       | —                       | —                       | —                       |                                                                  | My Love: Essential Collection |
| Знак «—» означает, что релиз не вошёл в чарт или не был издан в данной стране. |      |                         |                         |                         |                         |                         |                         |                         |                         |                         |                         |                                                                  |                               |

### 2010-е годы
| Заголовок                                                                      | Год  | Высшие позиции в чартах | Высшие позиции в чартах | Высшие позиции в чартах | Высшие позиции в чартах | Высшие позиции в чартах | Высшие позиции в чартах | Высшие позиции в чартах | Высшие позиции в чартах | Высшие позиции в чартах | Высшие позиции в чартах | Сертификации                              | Альбом                |
| Заголовок                                                                      | Год  | КАН                     | АВС                     | АВТ                     | БЕЛ В                   | ВЕЛ                     | ВЕН                     | ГЕР                     | ИРЯ                     | ФРА                     | ШВА                     | Сертификации                              | Альбом                |
| ------------------------------------------------------------------------------ | ---- | ----------------------- | ----------------------- | ----------------------- | ----------------------- | ----------------------- | ----------------------- | ----------------------- | ----------------------- | ----------------------- | ----------------------- | ----------------------------------------- | --------------------- |
| «Parler à mon père»                                                            | 2012 | 53                      | —                       | —                       | 11                      | —                       | —                       | —                       | —                       | 8                       | 25                      |                                           | Sans attendre         |
| «Loved Me Back to Life»                                                        | 2013 | 26                      | —                       | 38                      | 25                      | 14                      | —                       | 38                      | 29                      | 32                      | 25                      | - MC: Золотой                             | Loved Me Back to Life |
| «Incredible» (дуэт с Ни-Йо)                                                    | 2014 | 44                      | —                       | —                       | —                       | —                       | —                       | —                       | —                       | —                       | —                       |                                           | Loved Me Back to Life |
| «The Show Must Go On» (совместно с Линдси Стирлинг)                            | 2016 | 89                      | —                       | —                       | —                       | —                       | —                       | —                       | —                       | 23                      | —                       |                                           | Без альбома           |
| «Encore un soir»                                                               | 2016 | 92                      | —                       | —                       | 10                      | —                       | 31                      | —                       | —                       | 1                       | 25                      | - SNEP: Бриллиантовый - IFPI SWI: Золотой | Encore un soir        |
| «Recovering»                                                                   | 2016 | —                       | —                       | —                       | —                       | —                       | —                       | —                       | —                       | 50                      | —                       |                                           | Без альбома           |
| «Ashes»                                                                        | 2018 | 72                      | 94                      | —                       | —                       | 86                      | 17                      | —                       | —                       | 15                      | 65                      | - BPI: Серебряный                         | Deadpool 2            |
| «Imperfections»                                                                | 2019 | 69                      | —                       | —                       | 17                      | —                       | —                       | —                       | —                       | —                       | —                       |                                           | Courage               |
| «Lying Down»                                                                   | 2019 | —                       | —                       | —                       | —                       | —                       | —                       | —                       | —                       | —                       | —                       |                                           | Courage               |
| «Courage»                                                                      | 2019 | —                       | —                       | —                       | —                       | —                       | —                       | —                       | —                       | —                       | —                       |                                           | Courage               |
| Знак «—» означает, что релиз не вошёл в чарт или не был издан в данной стране. |      |                         |                         |                         |                         |                         |                         |                         |                         |                         |                         |                                           |                       |

### 2020-е годы
| Заголовок                                                                      | Год  | Высшие позиции в чартах | Высшие позиции в чартах | Высшие позиции в чартах | Высшие позиции в чартах | Высшие позиции в чартах | Высшие позиции в чартах | Высшие позиции в чартах | Высшие позиции в чартах | Высшие позиции в чартах | Высшие позиции в чартах | Альбом      |
| Заголовок                                                                      | Год  | КАН КВЕ                 | КАН Dig.                | АВС Dance               | ВЕЛ                     | ВЕЛ Dance               | ВЕЛ Down.               | ВЕЛ Sales               | ИРЯ                     | СОЕ Dance Digital       | ФРА                     | Альбом      |
| ------------------------------------------------------------------------------ | ---- | ----------------------- | ----------------------- | ----------------------- | ----------------------- | ----------------------- | ----------------------- | ----------------------- | ----------------------- | ----------------------- | ----------------------- | ----------- |
| «Set My Heart On Fire» (с Majestic и the Jammin Kid)                           | 2024 | 1                       | —                       | 28                      | 39                      | 7                       | 6                       | 8                       | 92                      | 5                       | —                       | Без альбома |
| «Hymne à l’amour» (Live from the Olympic Games Paris 2024)                     | 2024 | 1                       | 4                       | —                       | —                       | —                       | 22                      | 23                      | —                       | —                       | 65                      | Без альбома |
| Знак «—» означает, что релиз не вошёл в чарт или не был издан в данной стране. |      |                         |                         |                         |                         |                         |                         |                         |                         |                         |                         |             |

### Промосинглы
| Заголовок                                                                      | Год  | Высшие позиции в чартах | Высшие позиции в чартах | Высшие позиции в чартах | Высшие позиции в чартах | Высшие позиции в чартах | Высшие позиции в чартах | Высшие позиции в чартах | Высшие позиции в чартах | Высшие позиции в чартах | Высшие позиции в чартах | Альбом                            |
| Заголовок                                                                      | Год  | КАН                     | КАН AC                  | КАН КВЕ                 | БЕЛ В                   | БЕЛ В Air               | БЕЛ Ф Air               | ВЕЛ Air                 | СОЕ AC                  | ФРА                     | ФРА Air                 | Альбом                            |
| ------------------------------------------------------------------------------ | ---- | ----------------------- | ----------------------- | ----------------------- | ----------------------- | ----------------------- | ----------------------- | ----------------------- | ----------------------- | ----------------------- | ----------------------- | --------------------------------- |
| «Have a Heart»                                                                 | 1991 | 26                      | 4                       | 3                       | —                       | —                       | —                       | —                       | —                       | —                       | —                       | Unison                            |
| «Des mots qui sonnent»                                                         | 1991 | —                       | —                       | 10                      | —                       | —                       | —                       | —                       | —                       | —                       | —                       | Dion chante Plamondon             |
| «Quelqu’un que j’aime, quelqu’un qui m’aime»                                   | 1992 | —                       | —                       | 1                       | —                       | —                       | —                       | —                       | —                       | —                       | —                       | Dion chante Plamondon             |
| «Did You Give Enough Love»                                                     | 1993 | 17                      | 23                      | 25                      | —                       | —                       | —                       | —                       | —                       | —                       | —                       | Celine Dion                       |
| «Just Walk Away»                                                               | 1995 | —                       | —                       | —                       | —                       | —                       | —                       | —                       | —                       | —                       | —                       | The Colour of My Love             |
| «(You Make Me Feel Like) A Natural Woman»                                      | 1995 | 47                      | 4                       | —                       | —                       | —                       | —                       | —                       | 31                      | —                       | —                       | Falling into You                  |
| «Le ballet»                                                                    | 1996 | —                       | —                       | —                       | —                       | —                       | —                       | —                       | —                       | —                       | 1                       | D'eux                             |
| «Les derniers seront les premiers (live)» (дуэт с Жан-Жаком Гольдманом)        | 1996 | —                       | —                       | 3                       | —                       | 47                      | 141                     | —                       | —                       | —                       | 19                      | Live à Paris                      |
| «River Deep, Mountain High (live)»                                             | 1996 | —                       | —                       | —                       | —                       | —                       | —                       | —                       | —                       | —                       | —                       | Live à Paris                      |
| «Make You Happy»                                                               | 1997 | —                       | —                       | —                       | —                       | —                       | —                       | —                       | —                       | —                       | —                       | Falling into You                  |
| «Dreamin’ of You»                                                              | 1997 | —                       | —                       | —                       | —                       | —                       | —                       | —                       | —                       | —                       | —                       | Falling into You                  |
| «When I Need You»                                                              | 1998 | —                       | —                       | —                       | —                       | —                       | —                       | —                       | —                       | —                       | —                       | Let’s Talk About Love             |
| «I Hate You Then I Love You» (дуэт с Лучано Паваротти)                         | 1998 | —                       | —                       | —                       | —                       | —                       | —                       | —                       | —                       | —                       | —                       | Let’s Talk About Love             |
| «Amar Haciendo el Amor»                                                        | 1998 | —                       | —                       | —                       | —                       | —                       | —                       | —                       | —                       | —                       | —                       | Let’s Talk About Love             |
| «Ave Maria»                                                                    | 1998 | —                       | —                       | —                       | —                       | —                       | —                       | —                       | —                       | —                       | —                       | These Are Special Times           |
| «The Prayer» (дуэт с Андреа Бочелли)                                           | 1999 | —                       | 6                       | 18                      | —                       | 34                      | 162                     | —                       | 22                      | —                       | —                       | These Are Special Times           |
| «En attendant ses pas»                                                         | 1999 | —                       | —                       | 1                       | —                       | 10                      | —                       | —                       | —                       | —                       | 6                       | S'il suffisait d'aimer            |
| «Je crois toi»                                                                 | 1999 | —                       | —                       | —                       | —                       | —                       | —                       | —                       | —                       | —                       | —                       | S'il suffisait d'aimer            |
| «God Bless America»                                                            | 2001 | —                       | —                       | —                       | —                       | 74                      | —                       | —                       | 14                      | —                       | —                       | God Bless America                 |
| «Aun Existe Amor»                                                              | 2002 | —                       | —                       | —                       | —                       | —                       | —                       | —                       | —                       | —                       | —                       | A New Day Has Come                |
| «At Last»                                                                      | 2002 | —                       | —                       | —                       | —                       | —                       | —                       | —                       | 16                      | —                       | —                       | A New Day Has Come                |
| «Stand by Your Side»                                                           | 2003 | —                       | —                       | —                       | —                       | —                       | —                       | —                       | 17                      | —                       | —                       | One Heart                         |
| «Faith»                                                                        | 2003 | —                       | 37                      | 4                       | —                       | —                       | —                       | —                       | —                       | —                       | —                       | One Heart                         |
| «Contre nature»                                                                | 2004 | —                       | —                       | 22                      | —                       | 38                      | 70                      | —                       | —                       | —                       | —                       | 1 fille & 4 types                 |
| «You and I»                                                                    | 2004 | —                       | 1                       | 5                       | —                       | 30                      | 43                      | 64                      | 16                      | —                       | —                       | A New Day... Live in Las Vegas    |
| «Beautiful Boy»                                                                | 2004 | —                       | 23                      | 18                      | —                       | —                       | —                       | —                       | 18                      | —                       | —                       | Miracle                           |
| «Miracle»                                                                      | 2004 | —                       | —                       | —                       | —                       | —                       | —                       | —                       | —                       | —                       | —                       | Miracle                           |
| «Je lui dirai»                                                                 | 2004 | —                       | —                       | —                       | —                       | 22                      | —                       | —                       | —                       | —                       | —                       | Miracle                           |
| «Ma Nouvelle-France»                                                           | 2004 | —                       | —                       | 9                       | —                       | —                       | —                       | —                       | —                       | —                       | —                       | Nouvelle-France                   |
| «In Some Small Way»                                                            | 2005 | —                       | 14                      | —                       | —                       | —                       | —                       | —                       | 28                      | —                       | —                       | Miracle                           |
| «A cause»                                                                      | 2008 | —                       | —                       | —                       | —                       | —                       | —                       | —                       | —                       | —                       | —                       | D’elles                           |
| «Le miracle»                                                                   | 2012 | —                       | 21                      | 1                       | 27                      | —                       | —                       | —                       | —                       | 77                      | —                       | Sans attendre                     |
| «Qui peut vivre sans amour ?»                                                  | 2013 | —                       | 41                      | 7                       | —                       | —                       | —                       | —                       | —                       | —                       | —                       | Sans attendre                     |
| «Breakaway»                                                                    | 2013 | —                       | —                       | —                       | —                       | —                       | —                       | 38                      | —                       | —                       | —                       | Loved Me Back to Life             |
| «Water and a Flame»                                                            | 2014 | —                       | —                       | —                       | —                       | —                       | —                       | 30                      | —                       | —                       | —                       | Loved Me Back to Life             |
| «Celle qui m’a tout appris»                                                    | 2014 | —                       | —                       | 27                      | —                       | —                       | —                       | —                       | —                       | —                       | —                       | Céline une seule fois / Live 2013 |
| «L’étoile»                                                                     | 2016 | —                       | 35                      | —                       | —                       | —                       | —                       | —                       | —                       | 191                     | —                       | Encore un soir                    |
| «Si c’était à refaire»                                                         | 2016 | —                       | —                       | —                       | —                       | —                       | —                       | —                       | —                       | 100                     | —                       | Encore un soir                    |
| «Je nous veux»                                                                 | 2017 | —                       | 38                      | 10                      | —                       | —                       | —                       | —                       | —                       | 143                     | —                       | Encore un soir                    |
| «Les yeux au ciel»                                                             | 2017 | —                       | 43                      | —                       | —                       | —                       | —                       | —                       | —                       | 169                     | —                       | Encore un soir                    |
| «Flying on My Own»                                                             | 2019 | —                       | —                       | 1                       | —                       | —                       | —                       | —                       | —                       | —                       | —                       | Courage                           |
| «Love Again»                                                                   | 2023 | —                       | —                       | 2                       | —                       | —                       | —                       | —                       | —                       | —                       | —                       | Love Again                        |
| «I’ll Be»                                                                      | 2023 | —                       | —                       | 2                       | —                       | —                       | —                       | —                       | —                       | —                       | —                       | Love Again                        |
| Знак «—» означает, что релиз не вошёл в чарт или не был издан в данной стране. |      |                         |                         |                         |                         |                         |                         |                         |                         |                         |                         |                                   |

## Как приглашённый исполнитель
| Заголовок | Год  | Высшие позиции в чартах | Высшие позиции в чартах | Высшие позиции в чартах | Высшие позиции в чартах | Высшие позиции в чартах | Высшие позиции в чартах | Высшие позиции в чартах | Высшие позиции в чартах | Высшие позиции в чартах | Высшие позиции в чартах | Сертификации                                                   | Альбом                              |
| Заголовок | Год  | КАН                     | КАН КВЕ                 | АВС                     | БЕЛ В                   | БЕЛ Ф                   | ВЕЛ                     | НИД                     | СОЕ                     | ФРА                     | ШВА                     | Сертификации                                                   | Альбом                              |
| --- | ---- | ----------------------- | ----------------------- | ----------------------- | ----------------------- | ----------------------- | ----------------------- | ----------------------- | ----------------------- | ----------------------- | ----------------------- | -------------------------------------------------------------- | ----------------------------------- |
| «Les yeux de la faim» (Fondation Québec Afrique)                                                                  | 1985 | —                       | 1                       | —                       | —                       | —                       | —                       | —                       | —                       | —                       | —                       | - MC: Золотой                                                  | Без альбома                         |
| «Vois comme c’est beau» (дуэт с Клодетт Дион)                                                                     | 1985 | —                       | 14                      | —                       | —                       | —                       | —                       | —                       | —                       | —                       | —                       |                                                                | Hymnes à l’amour: volume 2          |
| «Can’t Live with You, Can’t Live Without You» (дуэт с Билли Ньютоном-Дэвисом)                                     | 1989 | 41                      | 19                      | —                       | —                       | —                       | —                       | —                       | —                       | —                       | —                       |                                                                | Spellbound                          |
| «Voices That Care»                                                                                                | 1991 | 61                      | —                       | —                       | —                       | —                       | —                       | —                       | 11                      | —                       | —                       | - RIAA: Платиновый                                             | Без альбома                         |
| «Plus haut que moi» (дуэт с Марио Пельша)                                                                         | 1993 | —                       | 6                       | —                       | —                       | —                       | —                       | —                       | —                       | —                       | —                       |                                                                | Pelchat                             |
| «Love Lights the World» (совместно с Пибо Брайсоном и Color Me Badd)                                              | 1994 | —                       | —                       | —                       | —                       | —                       | —                       | —                       | —                       | —                       | —                       |                                                                | Love Lights the World               |
| «It’s Hard to Say Goodbye» (дуэт с Полом Анкой)                                                                   | 1998 | —                       | —                       | —                       | —                       | —                       | —                       | —                       | —                       | —                       | —                       |                                                                | A Body of Work                      |
| «A Natural Woman (live)» (совместно с Мэрайей Кэри, Кэрол Кинг, Шанайей Твейн, Аретой Франклин и Глорией Эстефан) | 1998 | —                       | —                       | —                       | —                       | —                       | —                       | —                       | —                       | —                       | —                       |                                                                | VH1 Divas Live                      |
| «You’ve Got a Friend (live)» (совместно с Кэрол Кинг, Шанайей Твейн и Глорией Эстефан)                            | 1998 | —                       | —                       | —                       | —                       | —                       | —                       | —                       | —                       | —                       | —                       |                                                                | VH1 Divas Live                      |
| «Sous le vent» (дуэт с Гару)                                                                                      | 2001 | 14                      | 1                       | —                       | 1                       | —                       | —                       | 78                      | —                       | 1                       | 2                       | - BEA: Платиновый - SNEP: Бриллиантовый - IFPI SWI: Платиновый | Seul                                |
| «What More Can I Give»                                                                                            | 2002 | —                       | —                       | —                       | —                       | —                       | —                       | —                       | —                       | —                       | —                       |                                                                | Без альбома                         |
| «Come Together Now»                                                                                               | 2005 | —                       | —                       | —                       | —                       | —                       | —                       | —                       | —                       | —                       | —                       |                                                                | Hurricane Relief: Come Together Now |
| «Tout près du bonheur» (дуэт с Марком Дюпре)                                                                      | 2006 | —                       | 1                       | —                       | —                       | —                       | —                       | —                       | —                       | —                       | —                       |                                                                | Refaire le monde                    |
| «Voler» (дуэт с Мишелем Сарду)                                                                                    | 2010 | —                       | —                       | —                       | 48                      | —                       | —                       | —                       | —                       | —                       | —                       |                                                                | Être une femme 2010                 |
| «We Are the World 25 for Haiti»                                                                                   | 2010 | 7                       | —                       | 18                      | 1                       | 1                       | 50                      | —                       | 2                       | —                       | —                       |                                                                | Без альбома                         |
| «L’hymne» (дуэт с Фредом Пеллерином)                                                                              | 2015 | —                       | —                       | —                       | —                       | —                       | —                       | —                       | —                       | —                       | —                       |                                                                | La guerre des tuques 3D             |
| «Tu trouveras la paix»                                                                                            | 2019 | 51                      | 1                       | —                       | —                       | —                       | —                       | —                       | —                       | —                       | —                       |                                                                | Без альбома                         |
| «Une chance qu’on s’a»                                                                                            | 2020 | —                       | 2                       | —                       | —                       | —                       | —                       | —                       | —                       | —                       | —                       |                                                                | Без альбома                         |
| Знак «—» означает, что релиз не вошёл в чарт или не был издан в данной стране.                                    |      |                         |                         |                         |                         |                         |                         |                         |                         |                         |                         |                                                                |                                     |

## Другие песни в чартах
| «Ma chambre»                                                                   | 1987 | —  | 38 | —  | —  | —  | —   | —  | —  |                                     | Incognito               |
| «Refuse to Dance»                                                              | 1995 | —  | 41 | —  | —  | —  | —   | —  | —  |                                     | The Colour of My Love   |
| «Terre»                                                                        | 1998 | —  | 41 | —  | —  | —  | —   | —  | —  |                                     | S’il suffisait d’aimer  |
| «Happy Xmas (War Is Over)»                                                     | 2006 | —  | —  | —  | 32 | 76 | —   | 70 | 32 | - IFPI DAN: Золотой - FIMI: Золотой | These Are Special Times |
| «On s’est aimé à cause»                                                        | 2007 | —  | 6  | —  | —  | —  | —   | —  | —  |                                     | D’elles                 |
| «Right Next to the Right One»                                                  | 2007 | —  | —  | 13 | —  | —  | —   | —  | —  |                                     | Taking Chances          |
| «Les petits pieds de Léa»                                                      | 2012 | 80 | —  | —  | —  | —  | —   | —  | —  |                                     | Sans attendre           |
| «Vole»                                                                         | 2013 | —  | 8  | —  | —  | —  | 67  | —  | —  |                                     | D’eux                   |
| «O Holy Night»                                                                 | 2013 | —  | 1  | —  | —  | —  | —   | —  | —  |                                     | These Are Special Times |
| «Trois heures vingt»                                                           | 2016 | —  | 1  | —  | —  | —  | 73  | —  | —  |                                     | Encore un soir          |
| «Ordinaire»                                                                    | 2016 | —  | 2  | —  | —  | —  | 83  | —  | —  |                                     | Encore un soir          |
| «Toutes ces choses»                                                            | 2016 | —  | 6  | —  | —  | —  | 85  | —  | —  |                                     | Encore un soir          |
| «À la plus haute branche»                                                      | 2016 | —  | 3  | —  | —  | —  | 150 | —  | —  |                                     | Encore un soir          |
| «Ma faille»                                                                    | 2016 | —  | —  | —  | —  | —  | 155 | —  | —  |                                     | Encore un soir          |
| «Ma force»                                                                     | 2016 | —  | —  | —  | —  | —  | 185 | —  | —  |                                     | Encore un soir          |
| «I Surrender»                                                                  | 2017 | —  | 1  | —  | —  | —  | —   | —  | —  |                                     | A New Day Has Come      |
| «How Does a Moment Last Forever»                                               | 2017 | —  | 1  | —  | —  | —  | 125 | —  | —  |                                     | Beauty and the Beast    |
| «Lovers Never Die»                                                             | 2019 | —  | 2  | —  | —  | —  | —   | —  | —  |                                     | Courage                 |
| «Falling in Love Again»                                                        | 2019 | —  | 3  | —  | —  | —  | —   | —  | —  |                                     | Courage                 |
| «Soul»                                                                         | 2020 | —  | 3  | —  | —  | —  | —   | —  | —  |                                     | Courage                 |
| «The Gift»                                                                     | 2023 | —  | 2  | —  | —  | —  | —   | —  | —  |                                     | Love Again              |
| «River Deep, Mountain High»                                                    | 2024 | —  | 3  | —  | —  | —  | —   | —  | —  |                                     | Falling into You        |
| Знак «—» означает, что релиз не вошёл в чарт или не был издан в данной стране. |      |    |    |    |    |    |     |    |    |                                     |                         |